# Dancz Ferenc (színművész, 1842–1908)
Dancz Ferenc (1842 – Budapest, Erzsébetváros, 1908. március 25.) színész, államvasúti nyomdász.

## Pályafutása
Dancz Ferenc és Kovács Anna fiaként született. Színpadra lépett 1860. június 30-án. Játszott a Budai Népszínházban (1867), Kassán (1868–69), Novák Sándornál (1870–71), Szatmáron (1871–72), Győrben (1872–73) és Székesfehérvárott (1873–74). 1877. október 28-án fellépett A zsandár c. darabban a debreceni színházban Szarka kocsis ember szerepében. Halálát pofarák okozta.
Neje Oroszi Molnár Hortenzia, színésznő, meghalt 1881. március 21-én, Budapesten, 21 éves korában tüdővészben. Előbb a Népszínház tagja volt, utána a vidéki színpadokon találjuk. Gyermekük: Ferenc, szül. Budapest, 1877. január 26. (Keresztszülei: Szabó Endre színész, Tóth Edéné Benedek Veronka és Dancz Nina.)
Később Mesterházi Emíliával kötött házasságot, aki 21 évvel élte túl, elhunyt 1929. november 19-én Budapesten, 84 éves korában.